# 古劳镇
古劳镇，是中华人民共和国广东省江门市鹤山市下辖的一个乡镇级行政单位。。位于鹤山西北部，毗邻鹤山市区沙坪街道，坐落于西江河畔。面积65平方公里，下辖12个村委会和1个居委会。全镇人口4.2万人，其中户籍人口2.7万人，外来人口1.5万人。

## 名称来源
古劳的镇名是由镇内的两大姓氏——古姓和劳姓组成的。据说公元1274年，广东梅县的古氏和劳氏为躲避政治灾祸牵连，举族迁徙到当时的肇庆府鹤山县七星岗，并以古、劳两姓建村，称古劳村，其旧址为今鹤山市古劳镇古劳围。现古、劳两姓在古劳镇内占有户籍人口的大多数。

## 水乡
古劳由于临近西江的地理优势，水运发达。全镇拥有西江河岸线达9公里，约占全鹤山西江河岸线总长度（11公里）的82%。是珠江三角洲内一个较著名的水乡。古劳水乡又称围墩水乡，风景宜人，现古劳重点打造其水乡风貌以发展其旅游业。

## 工业
依靠其区位优势和华侨优势，古劳的工业发展良好。重点发展园区经济，共有投资企业100多家，包括多家内外资企业。初步形成化妆品、印刷、电子、制鞋、造纸为支柱的工业体系。
印刷业是古劳的支柱性产业。域内印刷企业雅图仕印刷有限公司就设在古劳，成为当地政府财政收入的重要来源。

## 名人
古劳镇的名人有清末洪兵领袖陈开，還有梁赞、胡蝶、李石朋、黃百鳴、易建联等人。

## 行政区划
龙口镇下辖以下地区：
东宁社区、古劳村、麦水村、丽水村、茶山村、下六村、连城村、连南村、连北村、大埠村、双桥村、上升村和新星村。